# Rubus acuminatus
Rubus acuminatus är en rosväxtart som beskrevs av Smith. Rubus acuminatus ingår i släktet rubusar, och familjen rosväxter. Utöver nominatformen finns också underarten R. a. puberulus.